# Carlo Goddes
Carlo Goddes (... – castello di la Perrière, 1637) è stato un diplomatico francese, scudiero e castellano del castello di Brissac, marchese di Varennes e signore di La Perrière.

## Biografia
Nel 1581 egli iniziò a lavorare nella baronia di Brissac. Nel 1587 fu nominato gentiluomo della falconeria del re e segretario del conte di Brissac. Nel 1595 divenne commissario alle guerre con residenza ad Angers. Nel 1602 fu richiamato a Brissac come segretario privato del maresciallo di Brissac. Fu inviato dal cardinale Richelieu in Germania e in Inghilterra in missione diplomatica. Acquistò nel 1603 il castello di la Perrière, ad Avrillé. Nel 1606 divenne signore di Varennes e nel 1637 signore di la Perrière. Fu aiutante di campo nell'esercito del re in Lorena e a Bordeaux nel 1633.
La sua posizione importante all'interno della famiglia Cossé-Brissac lo portò ad arricchirsi e a predisporre le basi per la sua famiglia, che si distinse nei secoli XVII e XVIII.

## Voci correlate

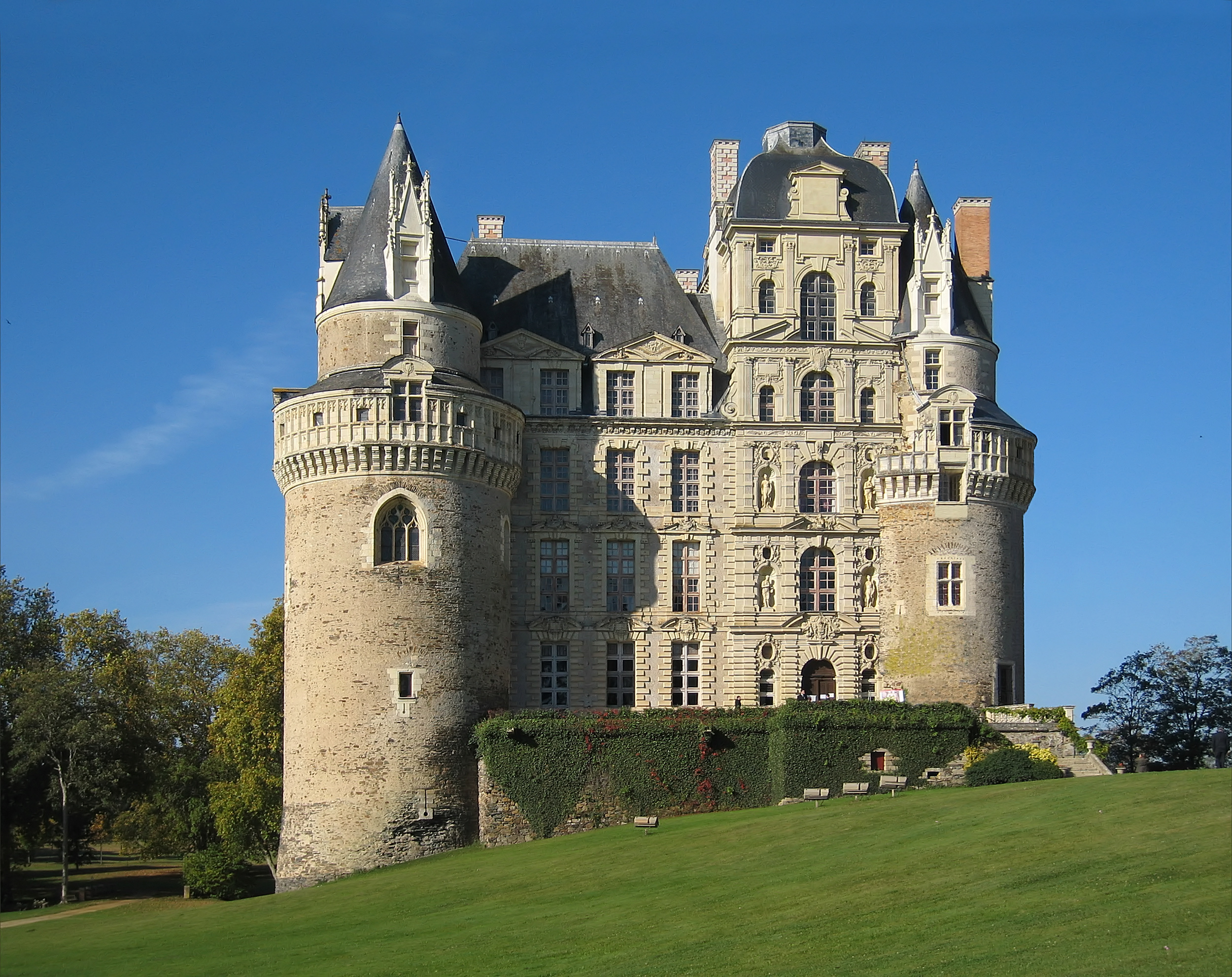
Il castello di Brissac.